# Sacco di Amorio
Il sacco di Amorio avvenuto a metà agosto 838 ad opera del Califfato abbaside fu uno degli avvenimenti più importanti nella lunga storia delle guerre arabo-bizantine. La campagna abbaside fu condotta personalmente dal Califfo al-Mu'tasim (r. 833–842), in risposta a una spedizione vittoriosa lanciata dall'Imperatore d'Oriente Teofilo (r. 829–842) nella zona di frontiera del Califfato l'anno precedente. Il bersaglio della campagna di Mu'tasim fu Amorio, una città bizantina nell'Asia Minore occidentale (moderna Anatolia), non solo in quanto luogo di origine della dinastia bizantina regnante ma anche perché costituiva, all'epoca, una delle città più grandi e importanti dell'Impero bizantino. Il califfo allestì un esercito eccezionalmente imponente, che divise in due parti. Il grosso delle forze abbasidi penetrò in profondità nell'Asia Minore bizantina, mentre l'esercito settentrionale sconfisse l'armata bizantina condotta da Teofilo nella Battaglia di Anzen. Le truppe abbasidi quindi si riunirono in prossimità di Ancyra, che trovarono abbandonata. Dopo aver saccheggiato la città, si diressero a sudovest in direzione di Amorio, dove arrivarono il 1º agosto. Dovendo fronteggiare numerosi intrighi a Costantinopoli, nonché la rivolta del consistente contingente khurramita del suo esercito, Teofilo non fu in grado di intervenire in soccorso della città.
Amorio era potentemente fortificata e guarnita di truppe, ma un traditore svelò un punto in cui le mura erano deboli, dove gli Abbasidi concentrarono il loro attacco, aprendo una breccia. Incapace di resistere all'esercito assediante, il comandante delle truppe poste a difesa della parte delle mura dove si era aperta la breccia tentò privatamente di negoziare con il Califfo. Lasciò il suo posto, il che avvantaggiò gli Arabi, che entrarono in città e la conquistarono. Amorio fu sistematicamente distrutta, e non recupero più la precedente prosperità. Molti dei suoi abitanti vennero massacrati, mentre il resto venne deportato in schiavitù. Molti dei superstiti vennero liberati in seguito a una tregua nell'841, ma ufficiali importanti furono deportati alla capitale califfale, Samarra, e quivi giustiziati anni dopo, per essersi rifiutati di convertirsi all'Islam: essi divennero poi noti come i quarantadue martiri di Amorio.
La conquista di Amorio rappresentò non solo una disfatta militare e un duro colpo per il prestigio di Teofilo, ma anche un avvenimento traumatico per i Bizantini, e molti furono i riferimenti a questo episodio nella letteratura successiva. Il sacco non alterò comunque l'equilibrio delle forze in gioco, che stava lentamente ma gradualmente cambiando in favore di Bisanzio, ma in ogni caso screditò la dottrina teologica dell'Iconoclastia, ardentemente sostenuta da Teofilo. Poiché l'Iconoclastia contava sui successi militari per la sua legittimazione, la caduta di Amorio contribuì in modo decisivo al suo abbandono una volta spentosi Teofilo nell'842.

## Contesto storico
Nell'829, quando il giovane imperatore Teofilo ascese al trono bizantino, le guerre tra i Bizantini e gli Arabi, pur intervallate da periodi di tregua, erano in corso da circa due secoli. A quell'epoca, gli attacchi arabi erano ripresi sia in Oriente, dove dopo circa un ventennio di pace dovuto alla guerra civile abbaside, il Califfo al-Maʾmūn (r. 813–833) sferrò alcune incursioni a larga scala, sia in Occidente, dove la graduale conquista islamica della Sicilia era in corso fin dall'827. Teofilo era una personalità ambiziosa nonché un zelante aderente all'Iconoclastia, che proibiva la raffigurazione delle figure divine e la venerazione delle icone. Tentò di legittimare la sua politica iconoclastica conseguendo successi militari contro il Califfato abbaside, l'antagonista per eccellenza dell'Impero.

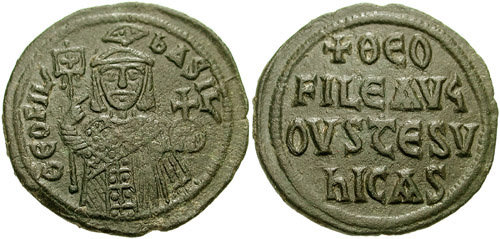
Immagine di una moneta di argento, coniata in grandi quantità per celebrare le vittorie di Teofilo contro gli Arabi dall'835 in poi.

Nel giugno 833 Teofilo, in cerca di favore divino e in risposta agli intrighi orditi ai suoi danni dagli iconofili, avviò una vera e propria persecuzione degli iconofili e di altri "eretici", ordinando arresti di massa ed esili, torture e confische di proprietà. I fatti successivi sembravano confermare, almeno per i Bizantini dell'epoca, che la persecuzione godesse del sostegno divino: al-Ma'mun perì nel corso delle prime fasi di una nuova invasione a larga scala dell'Impero bizantino, il cui obiettivo era addirittura la conquista di Costantinopoli, mentre il suo successore al-Mu'tasim dovette fronteggiare numerose sommosse interne, segnatamente la rivolta della setta religiosa dei Khurramiti condotti da Babak Khorramdin, prima di poter affermare stabilmente la propria autorità. I problemi interni del Califfato consentirono a Teofilo di conseguire una serie di modesti successi militari negli anni successivi, oltre a rafforzare il proprio esercito con circa 14 000 rifugiati Khurramiti sotto il loro comandante Nasr, che fu convertito al Cristianesimo, battezzato, e assunse il nuovo nome di Teofobo. I successi dell'Imperatore non furono particolarmente spettacolari, ma dopo due decenni di sconfitte e guerre civili sotto imperatori iconofili, Teofilo si sentì giustificato nel ritenerli una legittimazione della propria politica religiosa. Conseguentemente, l'Imperatore cominciò a paragonarsi all'Imperatore iconoclasta e militarmente vittorioso Costantino V (r. 741–775), ed emise un nuovo tipo di follis di rame, battuto in ingenti quantità, che lo ritraeva come l'archetipo dell'Imperatore romano vittorioso.
Nell'837, Teofilo decise — su pressioni di Babak in crescente difficoltà — di approfittare del fatto che il Califfato era intento a reprimere la rivolta dei Khurramiti per condurre una campagna a larga scala contro gli emirati di frontiera. Allestì un esercito numericamente imponente, ammontante all'incirca a 70 000 uomini combattenti e 100 000 in totale secondo al-Tabari, e invase il territorio arabo nei pressi dell'alto corso dell'Eufrate senza trovare opposizioni. I Bizantini si impadronirono delle città di Sozopetra e Arsamosata, saccheggiarono le campagne, estorsero tributi ad alcune città in cambio della fine dell'assedio, e sconfissero diversi eserciti arabi di dimensioni esigue. Mentre Teofilo faceva ritorno a Costantinopoli per celebrarvi il trionfo ed essere acclamato all'Ippodromo come il "campione incomparabile", i rifugiati da Sozopetra cominciarono ad accorrere alla capitale di Mu'tasim, Samarra. La corte califfale si sentì oltraggiata dalla brutalità delle incursioni: non solo i Bizantini avevano agito in collusione aperta con i ribelli Khurramiti, ma nel corso del sacco di Sozopetra —che alcune fonti indicano come il luogo di nascita dello stesso Mu'tasim— tutti i prigionieri maschi vennero giustiziati e i rimanenti venduti come schiavi, mentre alcune donne fatte prigioniere subirono violenze dai Khurramiti di Teofilo. La campagna di Teofilo non riuscì, tuttavia, a salvare Babak e i suoi seguaci, che alla fine dell'837 furono costretti a rinserrarsi nelle loro fortezze di montagna dal generale Afshin. Babak fuggì in Armenia, ma fu tradito e consegnato agli Abbasidi e morì per le torture subite.
Con la minaccia dei Khurramiti cessata, il califfo cominciò a concentrare le sue forze in vista di una spedizione punitiva contro Bisanzio. Un imponente esercito arabo fu allestito a Tarso; secondo il resoconto più attendibile, quello di Michele il Siro, ammontava all'incirca a 80 000 soldati a cui si aggiungevano 30 000 tra servitori e civili al seguito e 70 000 animali da soma. Altri scrittori forniscono cifre di gran lunga maggiori, variando dai 200 000 ai 500 000 soldati secondo al-Mas'udi. A differenza delle campagne precedenti, che in genere si erano limitate ad attaccare le fortezze sulla frontiera, la spedizione aveva lo scopo di penetrare in profondità nell'Asia Minore per vendicarsi della precedente spedizione di Teofilo. La grande città di Amorio in particolare era l'obiettivo primario. Le cronache arabe attestano che Mu'tasim chiese ai suoi consiglieri di nominare la fortezza bizantina "più forte e inaccessibile", ed essi fecero il nome di Amorio, "dove nessun musulmano è giunto dalla nascita dell'Islam. È l'occhio e fondamenta del Cristianesimo; presso i Bizantini, è più famosa di Costantinopoli". Secondo fonti bizantine, il califfo fece scrivere il nome della città sugli scudi e sulle insegne dei suoi soldati. Capoluogo del potente Thema degli Anatolici, la città era strategicamente posizionata sull'estremità occidentale del plateau anatolico e permetteva di controllare la principale strada meridionale seguita dalle invasioni arabe. All'epoca, Amorio era una delle città più grandi dell'Impero bizantino, seconda per importanza soltanto a Costantinopoli. Si trattava inoltre del luogo di nascita del fondatore della dinastia amoriana, Michele II l'Amoriano (r. 820–829), e forse di Teofilo stesso. A causa della sua importanza strategica, la città era stata un bersaglio frequente degli attacchi arabi nel corso del VII e VIII secolo, e si narra che il predecessore di Mu'tasim, Ma'mun, avesse intenzione di assaltare la città quando perì nell'833.

## Fasi di apertura della campagna: Anzen e Ancyra

Mappa delle campagne dei Bizantini e degli Arabi nel corso degli anni 837–838, mostrando l'incursione di Teofilo nella Mesopotamia settentrionale e l'invasione punitiva di Mu'tasim dell'Asia Minore (Anatolia), culminata con la conquista di Amorio.

Il califfo divise la sua armata in due: un distaccamento di 10 000 Turchi sotto il comando di Afshin fu inviato ad unire le forze con l'emiro Omar al-Aqta e con le truppe armene del Vaspurakan per invadere il Thema degli Armeniaci dal Passo di Hadath, mentre l'armata principale condotta dal califfo stesso avrebbe invaso la Cappadocia attraverso le Porte della Cilicia. L'avanguardia di quest'ultima era condotta da Ashinas, con Itakh al comando dello schieramento destro, Ja'far ibn Dinar al-Khayyat al comando di quello sinistro e 'Ujayf ibn 'Anbasa al comando di quello centrale. Le due forze si sarebbero ricongiunte ad Ancyra, prima di marciare congiuntamente verso Amorio. Dalla parte bizantina, Teofilo fu presto informato delle intenzioni del califfo, e partì da Costantinopoli all'inizio di giugno. Il suo esercito comprendeva soldati provenienti dai themata anatolici e forse anche europei, i reggimenti tagmata di élite, nonché i Khurramiti. I Bizantini si aspettavano che l'esercito arabo avrebbe avanzato a nord ad Ancyra dopo aver attraversato le Porte Cilicie per poi dirigersi a sud verso Amorio, ma era anche possibile che gli Arabi avrebbero marciato direttamente verso Amorio attraversando la pianura cappadoce. Sebbene i suoi generali consigliassero l'evacuazione della città, con l'intenzione di vanificare l'obiettivo della campagna araba e mantenere indiviso l'esercito bizantino, Teofilo decise di rinforzare la guarnigione della città, con Ezio strategos degli Anatolici, e con soldati dei tagmata degli Excubitores e dei Vigla.
Con il resto del suo esercito, Teofilo marciò per interporsi tra le Porte Cilicie e Ancyra, accampandosi sulla riva settentrionale del fiume Halys, prossimo a uno dei più importanti punti di attraversamento del fiume. Ashinas attraversò le Porte Cilicie il 19 giugno, e il califfo stesso con la sua armata principale partì due giorni dopo. L'avanzata araba fu lenta e procedette con cautela. Ansioso di evitare un'eventuale imboscata e di apprendere le mosse dell'Imperatore, Mu'tasim proibì ad Ashinas di avanzare troppo in profondità nella Cappadocia. Ashinas inviò molti distaccamenti di esploratori per prendere prigionieri, e da essi apprese finalmente della presenza di Teofilo nei pressi dell'Halys, dove attendeva l'avvicinarsi degli Arabi per confrontarsi con loro in battaglia. Al contempo, intorno a metà luglio, Teofilo apprese dell'arrivo dell'armata settentrionale di Afshin, ammontante all'incirca a 30 000 soldati, sulla pianura di Dazimon. Lasciando una parte della sua armata sotto il comando di un parente con il compito di controllare i punti di attraversamento dell'Halys, Teofilo partì immediatamente con il grosso del suo esercito, che ammontava all'incirca a 40 000 soldati secondo Michele il Siro, per confrontarsi con il numericamente inferiore esercito arabo. Mu'tasim apprese della partenza di Teofilo da alcuni prigionieri e tentò di avvertire Afshin, ma l'Imperatore fu più veloce e si scontrò con l'armata di Afshin nella Battaglia di Anzen sulla pianura di Dazimon il 22 luglio. Malgrado la battaglia fosse cominciata in modo favorevole per Bisanzio, nel prosieguo dello scontro l'esercito bizantino uscì gravemente sconfitto e volse in fuga, mentre Teofilo con la sua guardia furono circondati e riuscirono a stento a sfuggire alla cattura.

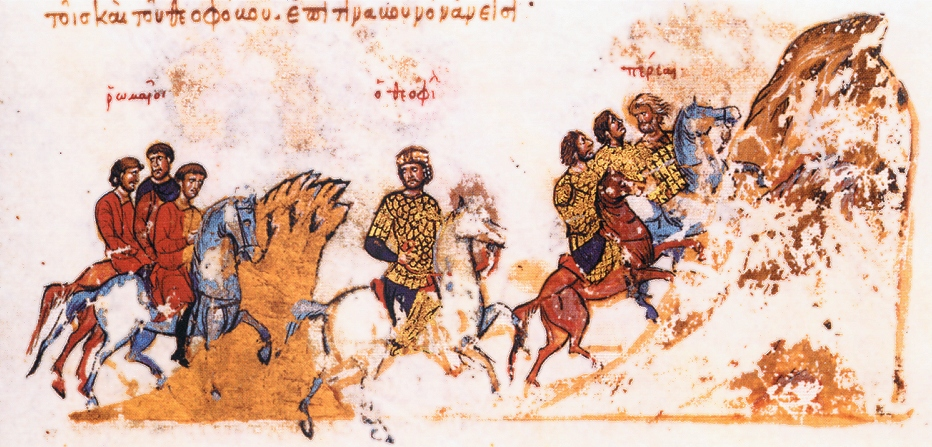
L'imperatore Teofilo fugge dopo la battaglia di Anzen (dallo Scilitze di Madrid)

Teofilo cominciò rapidamente a raggruppare le sue forze e inviò il generale Teodoro Krateros ad Ancyra. Krateros trovò la città completamente deserta, e gli fu ordinato pertanto di rinforzare la guarnigione di Amorio. Teofilo stesso fu presto costretto a tornare a Costantinopoli, dove le voci che fosse stato ucciso nella battaglia di Anzen avevano condotto a intrighi per proclamare un nuovo imperatore. Al contempo, i Khurramiti, unitosi nei pressi di Sinope, si rivoltarono e proclamarono imperatore il loro riluttante comandante Teofobo, il quale, tuttavia, si mantenne inattivo e non fece nessuna mossa né per confrontarsi con Teofilo né per unire le forze con Mu'tasim. L'avanguardia del califfo condotta da Ashinas raggiunse Ancyra il 26 luglio. Gli abitanti, che avevano cercato rifugio in alcune miniere circostanti, furono scoperti e fatti prigionieri dopo una breve battaglia da un distaccamento arabo condotto da Malik ibn Kaydar al-Safadi. I Bizantini, alcuni dei quali erano soldati fuggiti da Anzen, informarono gli Arabi della vittoria di Afshin, e, per premiarli per l'informazione, Malik decise di liberarli. Gli altri due eserciti arabi giunsero ad Ancyra nei giorni successivi, e dopo aver saccheggiato la città deserta, l'esercito arabo congiunto si diresse a sud verso Amorio.

## Assedio e caduta di Amorio
L'esercito arabo marciò in tre corpi separati, con Ashinas di nuovo in avanguardia, il califfo in mezzo, e Afshin in retroguardia. Saccheggiando le campagne durante la loro avanzata, giunsero davanti alle mura di Amorio sette giorni dopo la loro partenza da Ancyra, e cominciarono l'assedio della città il 1º agosto. Teofilo, ansioso di prevenire la caduta della città, lasciò Costantinopoli per Dorylaion, e da lì inviò un'ambasceria a Mu'tasim. Tali inviati, giunti a destinazione durante i primi giorni di assedio se non prima, gli assicurarono che le atrocità perpetrate a Sozopetra fossero state compiute contro gli ordini dell'Imperatore, promettendo inoltre che i Bizantini avrebbero contribuito alla ricostruzione della città e si sarebbero impegnati a restituire tutti i prigionieri musulmani nonché a pagare un tributo. Il califfo, tuttavia, non solo rifiutò di negoziare, ma trattenne gli inviati nel suo accampamento, affinché assistessero all'assedio.

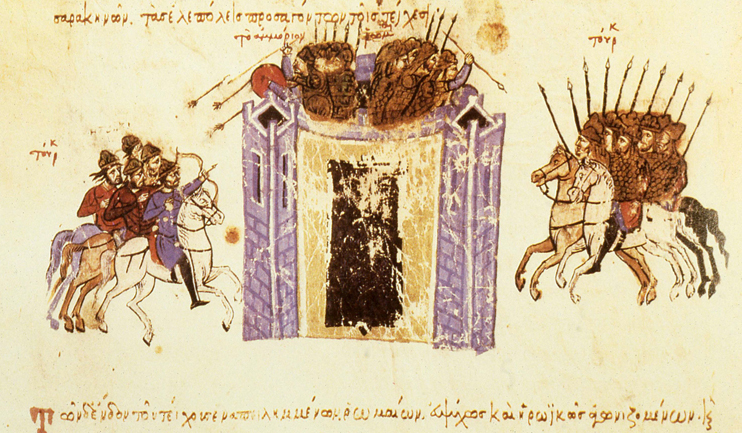
Miniatura dallo Scilitze di Madrid raffigurante l'assedio di Amorio

Le fortificazioni della città erano resistenti, con un ampio fossato e mura protette da 44 torri, secondo il geografo coevo Ibn Khordadbeh, e il califfo assegnò ad ognuno dei suoi generali una sezione delle mura. Sia gli assedianti che gli assediati disponevano di molte macchine da assedio, e per tre giorni entrambe le parti si colpirono a vicenda con lancio di proiettili mentre i genieri Arabi tentavano di indebolire le mura. Secondo resoconti islamici, un prigioniero arabo convertitosi al Cristianesimo disertò al califfo, e lo informò di una sezione delle mura che era stata recentemente danneggiata dalla pioggia e che era stata solo superficialmente riparata a causa della negligenza del comandante della guarnigione cittadina. Conseguentemente, gli Arabi concentrarono i loro attacchi in quella sezione delle mura. I difensori tentarono di proteggere la sezione danneggiata, ma senza successo, e dopo due giorni si aprì una breccia. Ezio si rese conto immediatamente che la difesa della città era compromessa, e decise di inviare due messaggeri all'Imperatore, ma entrambi vennero catturati dagli Arabi e portati davanti al califfo. Entrambi accettarono di convertirsi all'Islam, e Mu'tasim, dopo averli ricompensati con grandi ricchezze, effettuò una parata intorno alle mura cittadine alla vista di Ezio e delle sue truppe. Per prevenire ogni sortita, gli Arabi rafforzarono la vigilanza, persino di notte.
Gli Arabi cominciarono a sferrare ripetuti attacchi sulla breccia, ma i difensori mantennero la posizione. In un primo momento, secondo al-Tabari, le catapulte, manovrate ognuna da quattro uomini, furono disposte su piattaforme a ruote, e torri mobili, con dieci uomini per ognuna, vennero costruite e fatte avanzare al bordo del fossato, che avevano cominciato a riempire con pelli da pecora riempite di terra. Tuttavia, questo tentativo fallì a causa del timore dei soldati per le catapulte bizantine, e il califfo dovette ordinare che la terra fosse gettata sulle pelli per spianare la superficie fino alle mura stesse. Una torre fu spinta oltre il fossato riempito, ma si fermò a metà strada, e dovette essere abbandonata e incendiata insieme ad altre macchine d'assedio. Un altro attacco il giorno successivo, condotto da Ashinas, fallì a causa della ristrettezza della breccia, e Mu'tasim ordinò di far avanzare ulteriori catapulte per allargarla. Il giorno successivo Afshin con le sue truppe attaccarono la breccia, e il giorno ancora successivo un ulteriore attacco fu condotto dalle truppe di Itakh. I difensori bizantini cedettero gradualmente ai costanti assalti, e dopo all'incirca due settimane di assedio (la data è variamente interpretata come 12, 13 o 15 agosto dagli studiosi moderni) Ezio inviò un'ambasceria condotta dal vescovo della città, offrendo la resa di Amorio in cambio dell'evacuazione sicura dei suoi abitanti e della guarnigione, ma Mu'tasim rifiutò. Il comandante bizantino Boiditzes, tuttavia, che era incaricato della difesa della sezione della breccia, decise di condurre di propria iniziativa negoziazioni dirette con il califfo, probabilmente con intenzioni di tradimento. Si recò all'accampamento abbaside, lasciando ordini ai suoi uomini di attendere il suo arrivo. Mentre Boiditzes negoziava con il califfo, gli Arabi si avvicinarono alla breccia, e a un dato segnale caricarono la breccia e irruppero nella città. Presi di sorpresa, la resistenza dei Bizantini fu sporadica: alcuni soldati si barricarono in un monastero e perirono nell'incendio risultante, mentre Ezio con i suoi ufficiale cercarono riparo su una torre prima di essere costretti alla resa.
La città fu saccheggiata e devastata; secondo fonti arabe, la vendita delle spoglie continuò per cinque giorni. Il cronista bizantino Teofane Continuato menziona 70 000 decessi, mentre l'arabo al-Mas'udi ne registra 30 000. La popolazione superstite fu ridotta in schiavitù e divisa tra i comandanti dell'esercito, a parte i comandanti civili e militari della città, che furono riservati al califfo. Dopo aver permesso agli inviati di Teofilo di ritornare presso di lui con le notizie della caduta di Amorio, Mu'tasim ordinò che la città venisse rasa al suolo, con le sole mura cittadine che rimasero relativamente intatte. Tra le spoglie prese vi erano le massicce porte di ferro della città, che al-Mu'tasim inizialmente trasportò a Samarra, dove furono poste all'entrata del suo palazzo. Da lì furono tolte, probabilmente verso la fine del secolo stesso, e poste a al-Raqqa, dove rimasero fino al 964, quando il sovrano hamdanide Sayf al-Dawla le fece rimuovere e incorporare nella porta Bab al-Qinnasrin nella sua capitale Aleppo.

## Conseguenze
Immediatamente dopo il sacco, il califfo fu informato della voce secondo cui Teofilo stesse avanzando per attaccarlo. Mu'tasim con il suo esercito marciò per un giorno lungo la strada in direzione di Dorylaion, ma non riscontrò segni di un imminente attacco bizantino. Secondo al-Tabari, Mu'tasim stava prendendo in considerazione la possibilità di prolungare la campagna con l'intento di attaccare Costantinopoli, quando lo raggiunse la notizia di una rivolta condotta da suo nipote, al-Abbas ibn al-Ma'mun. Mu'tasim fu costretto a interrompere la campagna e ritornare rapidamente in territorio califfale, lasciando intatte le fortezze intorno ad Amorio ed evitando di attaccare Teofilo e la sua armata a Dorylaion. Prendendo il percorso diretto da Amorio alle Porte Cilicie, l'esercito califfale e i suoi prigionieri patirono immani sofferenze nel corso della marcia attraverso il territorio arido dell'Anatolia centrale. Alcuni prigionieri erano così esausti che non riuscivano più a muoversi e vennero giustiziati, mentre altri colsero l'opportunità per scappare. Per rappresaglia Mu'tasim, dopo aver separato dai prigionieri residui i più prominenti di essi al fine di risparmiarli, ne giustiziò i rimanenti, ammontanti all'incirca a 6 000 uomini.

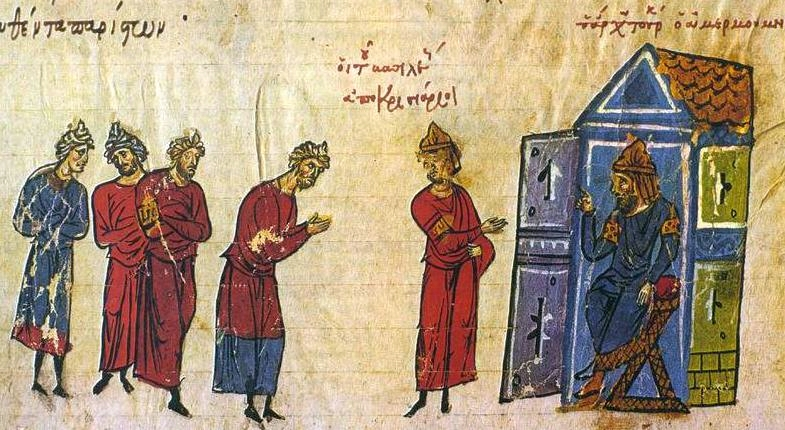
Miniatura dallo Scilitze di Madrid raffigurante l'ambasceria condotta dal tourmarches Basilio a al-Mu'tasim (seduto) dopo la caduta di Amorio.

Teofilo allora inviò una seconda ambasceria al califfo, condotta dal tourmarches di Charsianon, Basilio, portando doni e una lettera apologetica, e offrendo di riscattare i prigionieri di alto rango per 20 000 libbre d'oro (circa 6500 kg) e di liberare tutti gli Arabi tenuti prigionieri dai Bizantini. Mu'tasim rifiutò il riscatto, sostenendo che solo la spedizione gli era costata oltre 100 000 libbre, e chiese la consegna di Teofobo e del Domestico delle Scholae, Manuele l'Armeno, che alcuni anni prima avevano disertato in favore dei Bizantini. L'ambasciatore bizantino rifiutò di soddisfare questa richiesta, anche perché non poteva, essendo Teofobo in rivolta e Manuele probabilmente deceduto. Al contrario, Basilio consegnò al califfo una seconda lettera, molto più minacciosa della prima, sempre di Teofilo. Mu'tasim, furente per la lettera, restituì i doni dell'Imperatore.
Immediatamente dopo il sacco di Amorio, Teofilo cercò l'aiuto di altre potenze contro la minaccia abbaside: ambascerie furono inviate sia all'Imperatore carolingio Ludovico il Pio (r. 813–840) che alla corte di Abd al-Rahman II ibn al-Hakam (r. 822–852), Emiro di Córdoba. Gli inviati bizantini furono ricevuti con onore, ma non arrivò alcun aiuto concreto. Gli Abbasidi, tuttavia, non riuscirono a sfruttare il loro successo. La guerra tra i due imperi continuò con incursioni e controincursioni per alcuni anni, ma in seguito ad alcuni successi bizantini una tregua e uno scambio di prigionieri—che escludeva i prigionieri di alto rango di Amorio—fu concordata nell'841. Nell'842, Mu'tasim si stava preparando per un'altra incursione a larga scala, ma l'imponente flotta allestita per assaltare Costantinopoli fu distrutta da una tempesta al largo di Capo Chelidonia alcuni mesi dopo. Spentosi Mu'tasim, il Califfato entrò in un periodo prolungato di conflitti interni, e la Battaglia di Mauropotamos nell'844 fu l'ultimo importante scontro arabo–bizantino fino agli anni 850.
Tra i magnati bizantini di Amorio catturati, lo strategos Ezio fu giustiziato subito dopo la sua cattura, forse, come suggerisce lo studioso Warren Treadgold, in risposta alla seconda lettera di Teofilo al califfo. Dopo anni di prigionia e nessuna speranza di riscatto, i prigionieri rimanenti ricevettero l'ordine di convertirsi all'Islam. Al loro rifiuto, vennero giustiziati a Samarra il 6 marzo 845, e sono celebrati nella Chiesa ortodossa (nonché da quella cattolica) come i quarantadue martiri di Amorio. Alcuni racconti si diffusero anche su Boiditzes e sul suo tradimento. Secondo la leggenda dei 42 Martiri, si convertì all'Islam, ma nonostante ciò fu giustiziato dal califfo insieme agli altri prigionieri; a differenza degli altri, tuttavia, i cui corpi avrebbero galleggiato "miracolosamente" nelle acque del fiume Tigri, il suo affondò sul fondo.

## Impatto
Il sacco di Amorio fu uno degli eventi più devastanti della lunga storia delle incursioni arabe in Anatolia. Si narra che Teofilo cadde malato subito dopo la caduta della città, e anche se guarì, la sua salute rimase cagionevole per altri tre anni, fino alla sua dipartita in giovane età (aveva meno di trent'anni). Tardi storici bizantini attribuiscono la sua morte prematura alla disperazione per la caduta della città, anche se si tratta più probabilmente di una leggenda. La caduta di Amorio ispirò alcune leggende e racconti presso i Bizantini, e tracce della sua influenza nella letteratura bizantina possono essere trovate in opere come la Canzone di Armouris o la ballata Kastro tis Orias. D'altra parte, il sacco di Amorio ebbe un'influenza notevole anche sulla letteratura araba, venendo celebrata nella celebre Ode alla Conquista di Amorio di Abu Tammam. Inoltre, la propaganda califfale fece uso della campagna per legittimare il regno di al-Mu'tasim e giustificare l'uccisione di suo nipote e legittimo erede di al-Ma'mun, al-Abbas.
In realtà, l'impatto militare della campagna su Bisanzio fu limitato: al di fuori della guarnigione e della stessa popolazione di Amorio, sembrerebbe che l'esercito di campo bizantino ad Anzen avesse subito perdite lievi, e la rivolta del corpo dei Khurramiti fu repressa l'anno successivo e i suoi soldati vennero reintegrati nell'esercito bizantino. Ancyra fu rapidamente ricostruita e rioccupata, come del resto la stessa Amorio, anche se non recuperò la sua precedente prosperità e il capoluogo del thema degli Anatolici fu per qualche tempo trasferito a Poliboto. Secondo Warren Treadgold, le sconfitte dell'esercito imperiale ad Anzen e Amorio erano in larga misura il risultato di circostanze sfavorevoli più che di vera incapacità o inadeguatezza. Inoltre, la campagna bizantina risultò fallimentare anche per l'eccessiva confidenza di Teofilo, sia nel dividere le sue forze di fronte alla superiorità numerica araba che nel suo eccessivo affidamento ai Khurramiti. Nonostante ciò, la sconfitta spinse Teofilo a intraprendere una importante riorganizzazione dell'esercito, che prevedeva l'istituzione di nuovi comandi di frontiera e la dispersione delle truppe di Khurramiti per i temi.
La conseguenza della caduta di Amorio che risultò maggiormente rilevante a lungo termine, tuttavia, non fu nella sfera militare bensì in quella religiosa. L'iconoclastia aveva bisogno di vittorie militari per ottenere la sua legittimazione, ma né le debolezze dell'esercito né il presunto tradimento di Boiditzes potevano giustificare il fatto che si trattava di "un disastro umiliante eguagliante le peggiori sconfitte di ogni imperatore iconofilo" (Whittow), paragonabile nella memoria recente solo alla disfatta subita da Niceforo I (r. 802–811) a Pliska. Come scrive Warren Treadgold, "l'esito non provò esattamente che l'Iconoclastia aveva torto ... ma privò da allora gli iconoclasti della loro argomentazione più persuasiva per convincere gli indecisi, che l'Iconoclastia permetteva di vincere le battaglie". L'11 marzo 843, un sinodo restaurò la venerazione delle icone, e l'iconoclastia fu dichiarata eretica.